# Grupa nieformalna
Grupa nieformalna – typ grupy społecznej charakteryzujący się płynną i elastyczną strukturą, przewagą więzi osobowych, brakiem formalnie wytyczonych zadań do zrealizowania, nieformalną kontrolą społeczną. 
W obrębie dużych grup formalnych grupy nieformalne pojawiają się zazwyczaj jako kliki i są najczęściej dysfunkcyjne wobec tych dużych grup np. w zakładach pracy. Mają jednak funkcje pozytywne dla grupy, ponieważ spajają więzi.